# Claude-Martin Goupy
Pour les articles homonymes, voir Goupy.
Claude-Martin Goupy, seigneur de Meaux, est un architecte et entrepreneur en bâtiment français du XVIIIe siècle actif à Paris entre 1766 et 1792, né le 6 mai 1730 à Paris, où il est décédé le 21 mars 1793.

## Biographie
Fils de Jean-Baptiste Goupy, maître maçon et entrepreneur des bâtiments à Paris, et d'Élisabeth Lepas, fille de Martin Lepas, maître-maçon (et non pas de Marie Marguerite Lepas-Dubuisson, qui est la mère de Jean-Baptiste Goupy, elle aussi fille d'un maître-maçon), Claude-Martin Goupy était né dans une famille d'architectes et d'entrepreneurs de bonne bourgeoisie. 
Le 15 novembre 1756 à Paris, il épousa Marie Anne Charlotte Mazure (†1822), fille de Marc Mazure, maître-couvreur à Paris et de Marie Jeanne Verry. Ils eurent cinq enfants :
- Guillaume Louis Isidore (1760-1818), banquier, qui sera régent de la Banque de France (1814-1818) ;
- Catherine Émilie (†1794), qui épousa en 1784 Pierre Boulanger, avocat au Parlement de Paris ;
- Marie Adélaïde Aglaé (†1844), qui épousa en 1784 François Alexandre Page, agent de change à Paris ;
- Marie Jeanne Rosalie, qui épousa en 1786 Charles René Poultier, avocat au Parlement et notaire au Châtelet de Paris ;
- Andrée Adélaïde (1771-1820), qui épousa en 1791 Élie Thomas Geoffroy et en secondes noces en 1801 Théodore Béjot, agent de change à Paris.

Entrepreneur en 1755, Goupy recueillit en 1766 l'office de son oncle Martin I Goupy (†1765), architecte-expert-bourgeois. 
Il édifia sur ses propres plans les casernes des Gardes-Françaises de la Pépinière et du faubourg Poissonnière (1771-1775) sur les terrains de la maison Saint-Lazare. Entre 1770 et 1780, il spécula au faubourg Poissonnière sur des terrains vendus par la communauté des Filles-Dieu, jouant un rôle capital dans l'urbanisation du quartier.

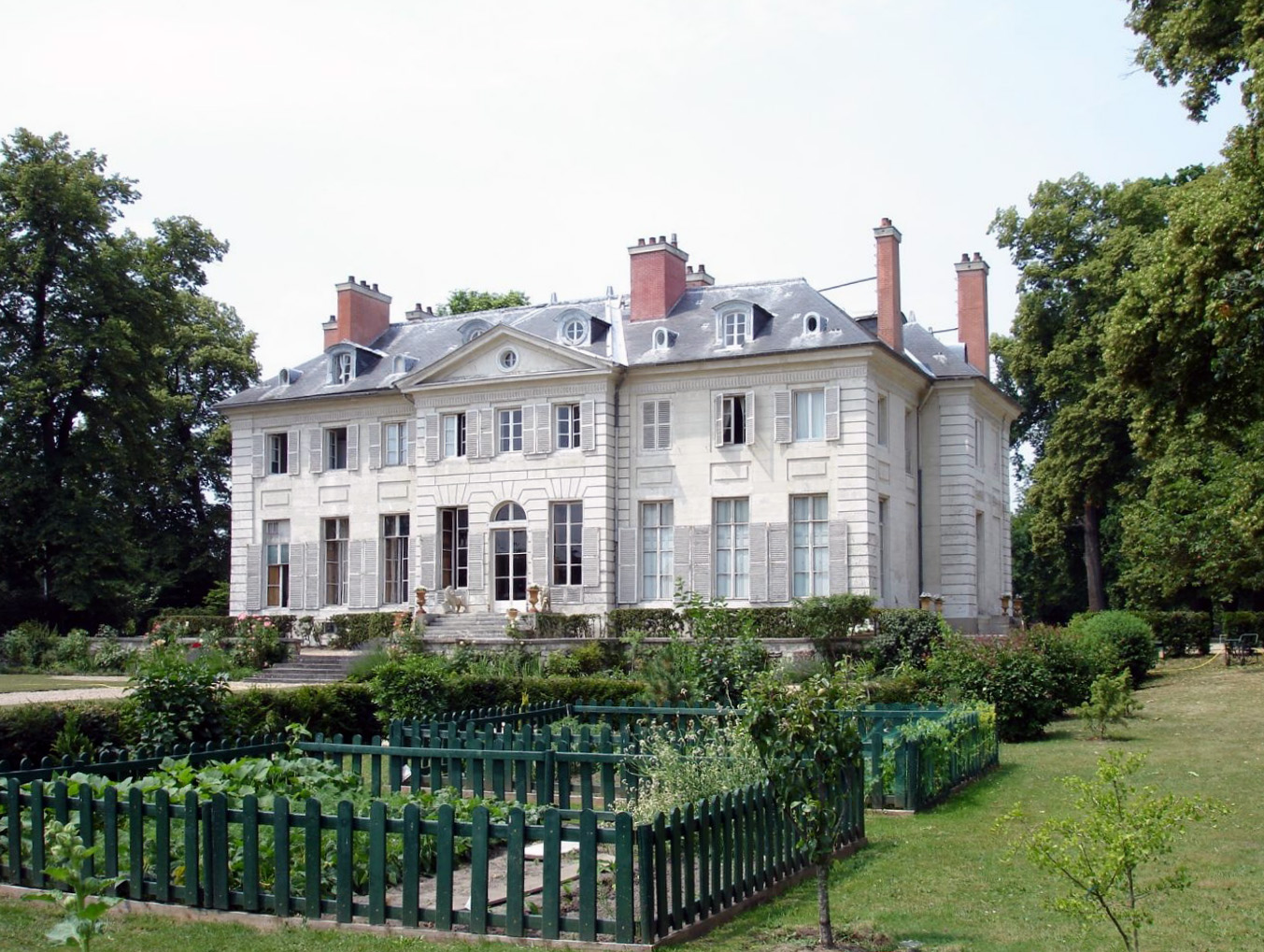
Le château de la Chesnaie à Eaubonne, propriété de Claude-Martin Goupy à partir de 1769.

Il fut acquéreur en 1769 auprès de Jean-Pierre Tricher, bourgeois de Paris qui avait fait de mauvaises affaires, du manoir et des terres composant le fief de Meaux près d'Eaubonne (Val-d'Oise) et put acquérir en 1779 une charge anoblissante de conseiller-secrétaire du Roi (la fameuse « savonnette à vilain »), et en 1784 un office de conseiller au Châtelet de Paris. Il eut dans les années 1774-1787 un contentieux avec Joseph-Florent Lenormand de Mézières (1719-1793), seigneur d'Eaubonne, qui ne lui laissa que le titre de « Seigneur du fief Spifame », tenu de faire allégeance à la « Seigneurie directe et foncière d’Eaubonne » Goupy participa, en 1790, à l’élection du premier maire d’Eaubonne, Sébastien Fournier.
Il loua une partie de la maison rue Thévenot au banquier italien Busoni avec qui il se lie d'amitié,son fils épousera la fille unique de Busoni.
Avant le mariage de son fils, Goupy était déjà en relation avec le monde des finances, il est en affaires avec le financier La Galaizière.
Sa fille Marie Adelaide épouse l'agent de change Page en presence des banquiers Laborde, Magon, Le Couteulx, Vandenyver et Pache.
Une de ses cousines avait épousé le banquier E.F Gallet de santerre,on retrouve plusieurs actes signés par Goupy indiquant "cousins de Gallet de santerre"   
Contrairement à ce qu'indique Michel Gallet, ce n'est pas Claude-Martin Goupy mais son cousin, Martin II Goupy, qui fut l'architecte du duc de Penthièvre à Armainvilliers, à Sceaux ainsi qu'à l'hôtel de Toulouse. Par ailleurs, contrairement à ce qu'indique Hervé Collet, ce n'est pas Claude-Martin Goupy mais Martin I Goupy, qui fut l'éditeur du cours d'architecture d'Antoine Desgodets.

## Réalisations et principaux projets

### Comme architecte et entrepreneur

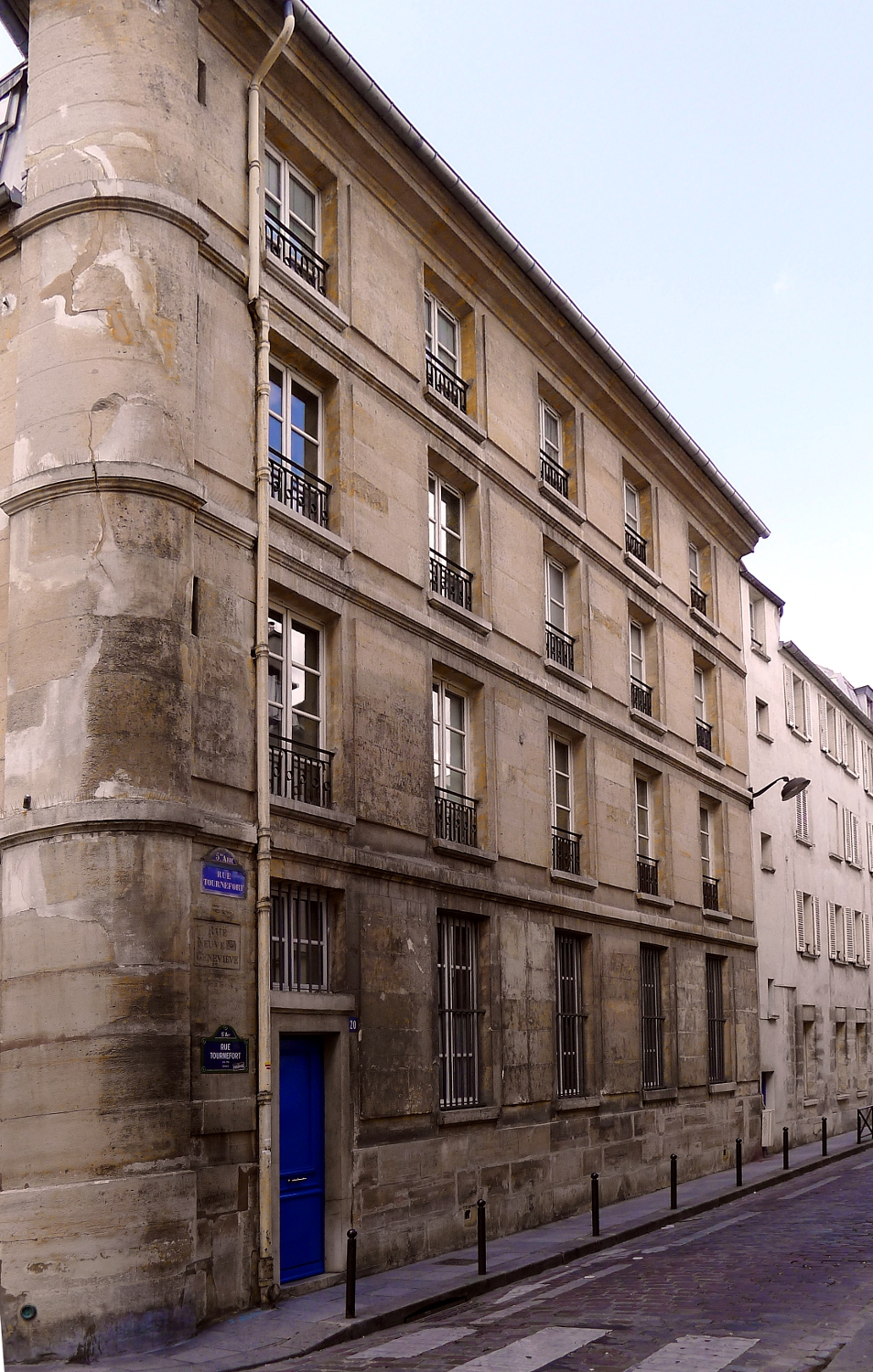
Couvent des Dames Bénédictines du St-Sacrement

- Caserne de la Pépinière, no 28 rue de la Pépinière, Paris (8e arrondissement), 1771-1775. Reconstruite au XXe siècle.
- Caserne du faubourg Poissonnière, Paris, 1771-1775.
- Presbytère des Saints-Innocents, Paris, 1769-1771 : Reconstruit par Goupy sur ses propres plans dans le quartier des Halles à côté de l'église des Saints-Innocents (détruite en 1786). Goupy fut associé sur ce projet avec Charles Prosper Doucet. « Le projet, élégamment étudié, est conservé aux Archives nationales (Z1J 939). »[11]
- Hôtel Cardon, no 50 rue du Faubourg-Poissonnière, Paris, 1773-1774 : Construit pour le sculpteur et directeur de l'Académie de Saint-Luc Nicolas-Vincent Cardon. Sa façade sur cour subsiste malgré des altérations. L'élévation sur le jardin est animée d'une rotonde à pilastres d'ordre composite. Le salon circulaire du rez-de-chaussée possède encore quelques éléments de décor ancien.
- Hôtel Deleuze, no 52 rue du Faubourg-Poissonnière, Paris, vers 1775[8] : Construit pour le peintre-décorateur Pierre-Hyacinthe Deleuze, de l'Académie de Saint-Luc. On remarque sur cour, les deux lucarnes feunières conservées se faisant face sur chacune des ailes.
- Couvent des Dames Bénédictines du Saint-Sacrement no 20 rue Tournefort (Paris) et  no 24 rue du Pot-de-Fer  vers 1760[12].

### Comme entrepreneur
- Hôtel de Richelieu : Travaux sur les plans de Victor Louis.
- Hôpital Saint-Antoine-des-Champs : Travaux sur les plans de Samson-Nicolas Lenoir. Subsiste le corps de logis[Où ?] construit en 1767 (bâtiment dit de l'Horloge, face à l'entrée).
- Palais Bourbon : Travaux sur les plans de Claude Billard de Bélisard.

### Sources
- Robert Carvais, « L'ancien droit de l'urbanisme et ses composantes constructive et architecturale, socle d’un nouvel ars urbain aux XVIIe et XVIIIe siècles. Jalons pour une histoire totale du droit de l’urbanisme », Revue d'Histoire des Sciences Humaines, vol. 1, no 12,‎ 2005, p. 17-54 (ISBN 2912601312, ISSN 1963-1022, lire en ligne).
- Hervé Collet, « Claude Goupy, architecte et seigneur du fief de Meaux (château de la Chesnaie) à Eaubonne », sur valmorency.fr, 10 juin 2018 (consulté le 21 août 2023).
- Michel Gallet, Les Architectes parisiens du XVIIIe siècle : Dictionnaire biographique et critique, Paris, Éditions Mengès, 1995, 494 p. (ISBN 2-85620-370-1).
- « Généalogie Goupy », sur genea-bdf.org (consulté le 1er mars 2010).
- Arch. nat., Z1J 924, 939, 953, 954, 956, 968, 971, 980, 993, 994 et 1090.